# سيباستيان براون
سيباستيان براون (بالفرنسية: Sébastien Bruno) (و. 1974  م) هو لاعب اتحاد الرغبي، من فرنسا، ولد في نيم، يلعب كصائد ‏.

## روابط خارجية
- سيباستيان براون على موقع دوري الرغبي الممتاز (الإنجليزية)
- سيباستيان براون عل موقع إسبنسكروم (الإنجليزية)
- سيباستيان براون على موقع ItsRugby.co.uk (الإنجليزية)